# Haoba
Haoba (kinesiska: 蒿坝镇, 蒿坝) är en köping i Kina. Den ligger i provinsen Sichuan, i den sydvästra delen av landet, omkring 310 kilometer söder om provinshuvudstaden Chengdu. Antalet invånare är 14 706. Befolkningen består av 6 817 kvinnor och 7 889 män. Barn under 15 år utgör 27,0 %, vuxna 15-64 år 63 %, och äldre över 65 år 9,0 %.
Genomsnittlig årsnederbörd är 1 132 millimeter. Den regnigaste månaden är juli, med i genomsnitt 239 mm nederbörd, och den torraste är december, med 14 mm nederbörd.